# Big E
Ettore Ewen (Tampa, 1 de março de 1986) é um lutador de luta livre profissional americano e ex-powerlifter. Ele está atualmente assinado com a WWE, onde atua no programa SmackDown sob o nome de ringue Big E. Além de sua carreira individual no wrestling, ele é um lutador de duplas condecorado como parte do The New Day com Kofi Kingston e Xavier Woods.
Ewen era um jogador de futebol universitário na Universidade de Iowa e mais tarde se tornou um levantador de peso e um campeão de levantamento de peso nos EUA. Ele também ganhou um campeonato estadual de wrestling colegial. Ao assinar com a WWE em 2009, Ewen foi designado para sua marca de desenvolvimento Florida Championship Wrestling (FCW) sob o nome de ringue Big E Langston. Depois que FCW foi renomeado para NXT, ele se tornou o segundo Campeão do NXT. Ele foi promovido ao plantel principal da WWE em dezembro de 2012, e seu nome foi encurtado para Big E em fevereiro de 2014. Desde sua estreia, ele se tornou uma vez Campeão da WWE, duas vezes Campeão Intercontinental, duas vezes Campeão de Duplas do Raw e seis vezes Campeão de Duplas do SmackDown. Como parte do The New Day, ele detém o recorde tandem para o reinado mais longo do Campeonato de Duplas do Raw em 483 dias.
Em 2020, Ewen retomou sua carreira individual e acabou sendo separado de seus companheiros de equipe New Day no WWE Draft 2020. Ele venceu o Money in the Bank ladder match masculino em 2021, antes de vencê-lo com sucesso no final daquele ano para ganhar o Campeonato da WWE, tornando-se o 33º Campeão da Tríplice Coroa na história da empresa.

## Carreira como levantador de peso
Ewen competiu em seu primeiro encontro USA Powerlifting (USAPL) em 11 de julho no Campeonato Aberto dos Estados Unidos de 2010 na Universidade Nova Sudeste em Davie, Flórida. Ele se tornou o melhor levantador de peso pesado, quebrando todos os quatro recordes de levantamento de peso bruto do estado da Flórida na classe de 275 libras  e superando os recordes nacionais brutos no levantamento terra e total. Seus levantamentos incluíam um agachamento de 611 libras, um supino de 490 libras e um levantamento terra de 749 libras para um total bruto de 1.850 libras. Ewen também venceu o USAPL Raw Nationals de 2011 em Scranton, Pensilvânia. Desta vez, ele competiu na divisão superpesado (275+lbs) e quebrou os recordes americanos e nacionais brutos no levantamento terra (799 lbs) e total (2.039 lbs). Todos os seus recordes brutos nacionais e americanos já foram quebrados.

### Registros pessoais
Definido em competição oficial
- Agachamento –  711 lbs (322,5 kg) bruto sem envoltórios no joelho
- Supino – 529 lbs (240 kg) bruto
- Levantamento terra – 799 lbs (362,5 kg) bruto
- Powerlifting total – 2.039 lbs 925 kg (322,5-240-362,5) bruto sem envoltórios de joelho

Os Recordes do Campeonato Americano e Nacional no levantamento terra são mantidos em 410 kg (903,9 lbs) desde 1995 por Mark Henry, que também se tornou um lutador profissional na WWE. Big E também fez supino com 260 kg (575 lbs) de toque bruto e vai para a academia, mas não foi um levantamento de competição.

## Carreira na luta livre profissional

### World Wrestling Entertainment/WWE

#### Florida Championship Wrestling (2009–2012)
Depois que as lesões acabaram com os sonhos de Ewen de ser um jogador de futebol profissional, Ewen foi apresentado ao wrestling profissional por alguém que conhecia Jim Ross. Por sugestão da referida pessoa, Ewen foi dado um teste na Florida Championship Wrestling (FCW), um território de desenvolvimento da World Wrestling Entertainment (WWE). Ele se convenceu de que poderia ser bom nisso e viver de wrestling, e a WWE assinou um contrato de desenvolvimento com ele em 2009. De acordo com Ewen, embora ele tenha sido um fã de wrestling quando criança, ele "nunca pensou que isso [fosse] algo que você pudesse fazer para ganhar a vida, e eu nunca teria ... Felizmente eu estava no lugar certo e o hora certa, e é algo pelo qual desenvolvi uma paixão."
Ewen foi designado para a FCW, onde estreou em 17 de dezembro de 2009, sob o nome de ringue Big E Langston. Em 12 de maio de 2011, Langston e Calvin Raines derrotaram Richie Steamboat e Seth Rollins para ganhar o Campeonato de Duplas da Flórida FCW, mas perderam o campeonato para CJ Parker e Donny Marlow em 21 de julho de 2011. Durante o evento WrestleMania Axxess em abril de 2012, Langston derrotou Antonio Cesaro.

#### Campeão do NXT (2012–2013)
Quando a WWE renomeou FCW para NXT, Langston fez sua estreia no NXT em 1 de agosto de 2012, derrotando Adam Mercer. Isso marcou o início de uma série de vitórias para Langston, que a partir de setembro começou a executar repetidamente seu finalizador em seus oponentes e exigindo que os árbitros contassem até cinco (em vez dos três habituais) antes de conceder-lhe pinfalls. Depois que Langston rejeitou os serviços administrativos de Vickie Guerrero, Guerrero prometeu uma recompensa de US$ 5.000 para quem pudesse colocar Langston "na prateleira"; mas as tentativas de reivindicar a recompensa por Chad Baxter e Camacho foram firmemente esmagadas por Langston. A recompensa foi finalmente declarada nula pelo comissário do NXT, Dusty Rhodes. Langston então começou a rivalizar com o The Shield, e no episódio de 9 de janeiro de 2013 do NXT, Langston derrotou o membro do The Shield Seth Rollins em uma luta sem desqualificação para ganhar o Campeonato do NXT. Após defesas de título bem sucedidas contra Conor O'Brian, Corey Graves, Brad Maddox e Damien Sandow, Langston acabou perdendo o Campeonato do NXT para Bo Dallas no episódio de 12 de junho do NXT.
No Raw de 17 de dezembro de 2012, Langston fez sua estreia no plantel principal atacando John Cena e se alinhando com AJ Lee, estabelecendo-se como um heel. Langston passou a atuar como executor do namorado de AJ, Dolph Ziggler. Em 7 de abril de 2013, na WrestleMania 29, Langston e Ziggler desafiaram sem sucesso o Team Hell No (Daniel Bryan e Kane) pelo Campeonato de Duplas da WWE. Langston teve sua primeira luta individual no Raw na noite seguinte, derrotando Daniel Bryan. Depois que Ziggler sofreu uma concussão em maio, Langston competiu em uma série melhor de cinco contra o adversário de Ziggler pelo Campeonato Mundial dos Pesos Pesados, Alberto Del Rio, que Del Rio venceu por 3-2. No Raw de 10 de junho, Langston foi revelado como o admirador secreto da Campeã das Divas Kaitlyn; isso, por sua vez, foi revelado como uma manobra de AJ Lee, a candidata número um ao título de Kaitlyn, para humilhar Kaitlyn. Langston e AJ continuaram a zombar de Kaitlyn nas semanas seguintes, com AJ finalmente ganhando o título no Payback.
No Raw de 15 de julho, Ziggler terminou seu relacionamento com AJ, o que levou Langston a atacá-lo no final da noite. No Raw de 29 de julho, Langston foi derrotado por Ziggler por desqualificação depois que AJ interferiu e atacou Ziggler. Em uma revanche no Raw da semana seguinte, Langston derrotou Ziggler após uma distração de AJ. Em 18 de agosto no SummerSlam, Langston e AJ foram derrotados por Ziggler e Kaitlyn em uma luta de duplas mistas, efetivamente encerrando sua rivalidade.

#### Campeão Intercontinental (2013–2014)
No episódio de 18 de outubro do SmackDown, Langston se ofendeu com Paul Heyman, depois que Heyman minimizou a vitória de CM Punk sobre Langston e chamou Langston de "um novato", Langston então ajudou Punk a afastar Curtis Axel e Ryback, se tornando face no processo. Três dias depois, no Raw de 21 de outubro, Langston juntou-se a Punk para derrotar Axel e Ryback, com Langston fazendo o pin em Axel. Ele estava programado para receber uma luta pelo Campeonato Intercontinental contra Axel no Hell in a Cell, mas Axel foi retirado da luta pouco antes do pay-per-view devido a uma lesão no quadril legítima. Langston então desafiou o Campeonato dos Estados Unidos contra Dean Ambrose no evento, vencendo por contagem. Na noite seguinte no Raw, ele recebeu uma revanche pelo título, vencendo a luta por desqualificação após a interferência de Roman Reigns e Seth Rollins.
No Raw de 18 de novembro, Langston recebeu sua luta pelo campeonato adiada com Curtis Axel, derrotando-o para ganhar o Campeonato Intercontinental, seu primeiro campeonato individual no plantel principal. No Survivor Series, Langston manteve com sucesso seu título contra Axel. Langston então manteve com sucesso seu campeonato contra Damien Sandow no TLC: Tables, Ladders & Chairs. Em 26 de janeiro de 2014, no Royal Rumble, Langston participou da luta Royal Rumble, mas foi eliminado por Sheamus. No Elimination Chamber em 23 de fevereiro, com seu nome de ringue agora encurtado para Big E, ele defendeu com sucesso o título contra Jack Swagger. Na WrestleMania XXX, Big E competiu no Andre the Giant Memorial Battle Royal, que foi vencido por Cesaro. No Extreme Rules, Big E perdeu o título para Bad News Barrett, e não conseguiu recuperá-lo na noite seguinte no Raw, terminando seu reinado em 167 dias. Big E mais tarde se envolveu em uma rivalidade com Rusev, que levou a lutas consecutivas no Payback e Money in the Bank, ambas as quais Big E perdeu. No Battleground, Big E competiu em uma battle royal pelo Campeonato Intercontinental, que acabou sendo vencido por The Miz.

#### The New Day (2014–2020)
Durante o verão de 2014, Big E foi colocado em uma equipe com Kofi Kingston, e Xavier Woods geralmente como gerente. Em novembro, a WWE começou a exibir vinhetas para Big E, Kingston e Woods, com o stable agora sendo anunciado como The New Day. The New Day fez sua estreia no ringue no episódio de 28 de novembro do SmackDown em uma vitória contra Curtis Axel, Heath Slater e Titus O'Neil. Eles começaram uma breve rivalidade com Gold e Stardust, que Big E e Kingston derrotaram Gold e Stardust no TLC: Tables, Ladders & Chairs em 14 de dezembro. Em 25 de janeiro de 2015, no Royal Rumble, The New Day perdeu para Tyson Kidd e Cesaro, encerrando sua série de vitórias. Mais tarde naquela noite, Big E participou da luta Royal Rumble, mas foi eliminado por Rusev. Na WrestleMania 31, eles não conseguiram ganhar o Campeonato de Duplas da WWE em uma luta fatal four-way, além de serem eliminados por Big Show no Andre the Giant Memorial Battle Royal.
No episódio de 6 de abril do Raw, The New Day virou heel, depois que os fãs responderam negativamente ao grupo. No Extreme Rules, Big E e Kingston derrotaram Tyson Kidd e Cesaro para ganhar o Campeonato de Duplas da WWE. No Payback, The New Day derrotou Kidd e Cesaro para manter seus títulos. Na Elimination Chamber, The New Day manteve os títulos na primeira luta Elimination Chamber, e todos os três membros foram autorizados a competir em uma estipulação pré-jogo.
Eles perderam os títulos no Money in the Bank contra The Prime Time Players (Darren Young e Titus O'Neil), mas eles recuperariam os títulos no SummerSlam. Na noite seguinte no Raw, eles começaram uma rivalidade com The Dudley Boyz (Bubba Ray Dudley e D-Von Dudley), estabelecendo uma luta pelo título no Night of Champions, onde perderam por desqualificação. No mês seguinte, no Hell in a Cell, eles derrotaram The Dudley Boyz para manter seus títulos, encerrando sua rivalidade. No TLC: Tables, Ladders & Chairs, The New Day manteve o título contra The Usos (Jey Uso e Jimmy Uso) e The Lucha Dragons (Kalisto e Sin Cara) em uma luta de três duplas de escadas. Em 24 de janeiro de 2016, no Royal Rumble, eles mantiveram o título contra The Usos.
No Fastlane em 21 de fevereiro, The New Day tornarem face ao zombarem da League of Nations (Sheamus, Alberto Del Rio, Rusev e King Barrett), iniciando uma rivalidade. Eles mantiveram seus títulos no Roadblock contra League of Nations. Na WrestleMania 32, The New Day foi derrotado pela League of Nations em uma luta six-man tag team. Na noite seguinte no Raw, eles mantiveram com sucesso seu título contra a League of Nations, encerrando sua rivalidade. Depois da WrestleMania, eles mantiveram seu título no Extreme Rules contra The Vaudevillains (Aiden English e Simon Gotch), e no Money in the Bank contra The Vaudevillains, Enzo Amore e Big Cass, e Luke Gallows e Karl Anderson em uma luta fatal-four-way.
Em 19 de julho, no Draft da WWE de 2016, Big E, junto com seus companheiros de equipe New Day, foi convocado para o Raw. Três dias depois, em 22 de julho, The New Day se tornou os Campeões de Duplas da WWE com mais tempo de reinado, quebrando o recorde de 331 dias anteriormente estabelecido por Paul London e Brian Kendrick. Depois que o SmackDown estabeleceu o Campeonato de Duplas do SmackDown devido à divisão da marca, os títulos detidos pelo New Day foram renomeados para Campeonato de Duplas do Raw. No episódio de 1º de agosto do Raw, Big E sofreu uma contusão na região da virilha após um ataque de Luke Gallows e Karl Anderson. No SummerSlam, Big E voltou de lesão atacando Gallows e Anderson durante sua luta contra Kingston e Woods, resultando em Gallows e Anderson vencendo por desqualificação. No Clash of Champions, The New Day manteve os títulos contra Gallows e Anderson. No Hell in a Cell, The New Day perdeu para a equipe de Cesaro e Sheamus por desqualificação, mas manteve os títulos. No episódio de 31 de outubro do Raw, The New Day revelou que eles foram nomeados capitães do Team Raw para a luta 10-on-10 Survivor Series Tag Team Elimination no Survivor Series em 20 de novembro de 2016, que o Team Raw venceu depois de derrotar o Team SmackDown. The New Day teve duas defesas de título bem sucedidas em novembro nas edições de 21 e 28 de novembro do Raw contra Cesaro e Sheamus e Gallows e Anderson, respectivamente. No Raw de 12 de dezembro, The New Day manteve os títulos em duas lutas de duplas triplas, primeiro envolvendo Gallows e Anderson e Cesaro e Sheamus e o segundo envolvendo Chris Jericho e Kevin Owens e a equipe de Roman Reigns e Seth Rollins. No Roadblock: End of the Line, The New Day perdeu o Campeonato de Duplas do Raw para Cesaro e Sheamus, terminando seu reinado de campeão recorde em 483 dias. Todos os membros estavam na luta Royal Rumble, mas foram eliminados por Sheamus e Cesaro. Em 20 de fevereiro de 2017, eles foram anunciados como os anfitriões da WrestleMania 33. Em 11 de abril de 2017, Big E e The New Day foram movidos para a marca SmackDown como parte do Superstar Shake-up. The New Day estreou no "Talking Smack", o pós-show do SmackDown Live em 23 de maio, no entanto, eles não lutaram ou fizeram uma aparição no próprio SmackDown Live.
No Battleground, Kingston e Woods, representando The New Day, derrotaram The Usos para ganhar o Campeonato de Duplas do SmackDown pela primeira vez. Embora Big E não tenha lutado sozinho, devido ao The New Day defender os títulos sob a Freebird Rule, Big E também é reconhecido como campeão. The New Day perdeu os títulos de volta para The Usos no SummerSlam. Os Usos detiveram os títulos por cerca de um mês antes de The New Day ganhá-los de volta no SmackDown Live em setembro. No Hell in a Cell, Big E e Woods enfrentaram The Usos na luta homônima, mas perderam os campeonatos. Na edição de 23 de outubro do Raw, The New Day junto com outros talentos do SmackDown emboscaram os lutadores do Raw. Eles novamente apareceram no Raw de 6 de novembro no meio da multidão, o que levou à distração de Seth Rollins e Dean Ambrose e lhes custou os títulos de duplas. Na edição de 14 de novembro do SmackDown, The Shield liderou um ataque com lutadores do Raw e invadiu o SmackDown semelhante ao que liderou pelo SmackDown e atacou todos, incluindo New Day. No Survivor Series, The New Day perdeu para The Shield. The New Day não conseguiu recuperar os títulos de The Usos no Clash of Champions em uma luta de 4 duplas envolvendo também a equipe de Rusev e Aiden English e Chad Gable e Shelton Benjamin. Big E entrou no Royal Rumble de 2018 como o nono participante, mas não conseguiu vencer a partida depois de ser eliminado por Jinder Mahal.
No Fastlane, The New Day enfrentou The Usos pelo Campeonato de Duplas do SmackDown, mas foram derrotado após inferência de The Bludgeon Brothers. Duas semanas depois, foi confirmado que na WrestleMania 34, The New Day enfrentaria The Usos e os Bludgeon Brothers em uma luta de duplas pelo Campeonato de Duplas do SmackDown. O New Day não conseguiu conquistar os títulos no evento, que foram conquistados pelos The Bludgeon Brothers. No episódio de 11 de abril do SmackDown, The New Day foi derrotado pelos Usos em uma partida para determinar qual equipe desafiaria os Bludgeon Brothers no evento Greatest Royal Rumble. The New Day foi então derrotado por SAnitY em uma luta de seis homens no pré-show do Extreme Rules. The New Day competiu em um torneio pelo título de duplas, derrotando SAnitY na primeira rodada, enquanto Cesaro e Sheamus derrotaram os Usos. The New Day então derrotou Cesaro e Sheamus na semana seguinte no SmackDown para ganhar o direito de enfrentar The Bludgeon Brothers no SummerSlam, onde venceram a luta por desqualificação, o que significa que os Bludgeon Brothers mantiveram seus títulos. Dois dias depois no SmackDown, no entanto, The New Day derrotou The Bludgeon Brothers em uma luta sem desqualificação para conquistar os títulos pela terceira vez. Big E e Woods então representaram o New Day quando defenderam sem sucesso seus títulos contra The Bar no SmackDown 1000.
Big E entrou no Royal Rumble de 2019, mas foi eliminado por Samoa Joe. No período que antecedeu a WrestleMania 35, o companheiro de equipe de Big E no New Day, Kofi Kingston, estava tentando ganhar uma chance pelo Campeonato de WWE e depois de muitas tentativas, o presidente da WWE Vince McMahon concedeu a ele a chance pelo título depois que Big E e Xavier Woods derrotaram Luke Gallows e Karl Anderson, Shinsuke Nakamura e Rusev, The Bar, The Usos, e Daniel Bryan e Erick Rowan em uma luta de duplas gauntlet. Pouco depois da WrestleMania, Big E sofreu uma lesão no joelho legítima que o afastou por semanas. Mais tarde, ele retornou e acabou ganhando outra oportunidade de título de duplas do SmackDown no Extreme Rules. No evento, Big E e Xavier Woods derrotaram Daniel Bryan e Erick Rowan, e Heavy Machinery para ganhar os títulos (durante este reinado, Kingston não foi reconhecido como campeão, pois era o atual campeão da WWE). Eles perderam os títulos para The Revival no Clash of Champions, mas o recuperaram no episódio de 8 de novembro do SmackDown, tornando-se cinco vezes campeões recordes como equipe, e um quinto reinado recorde para Big E individualmente (Woods não é reconhecido para este reinado devido a uma lesão). No TLC: Tables, Ladders & Chairs, Big E e Kingston defenderam com sucesso os títulos contra The Revival em uma luta de escadas. Em 26 de janeiro de 2020, no Royal Rumble, Big E participou da luta Royal Rumble, mas foi eliminado por Brock Lesnar.
No Super ShowDown, Big E e Kingston perderam os campeonatos contra John Morrison and the Miz e não conseguiram recuperar os títulos no Elimination Chamber. No episódio de 17 de abril do SmackDown, Big E, que representou The New Day, ganhou os títulos de volta de Miz, que representou a si mesmo e Morrison, em um combate triplo, envolvendo também Jey Uso, que representou The Usos, e isso faz o New Day seis vezes campeãs de duplas do SmackDown. No The Horror Show at Extreme Rules, The New Day perderia os campeonatos para Cesaro e Shinsuke Nakamura em uma luta de mesas depois que Cesaro e Nakamura colocaram Kingston em duas mesas.

#### Retorno à carreira individual e Campeão da WWE (2020–2022)
No episódio de 24 de julho do SmackDown, Kingston revelou que estaria fora de ação por seis semanas e deu a Big E a bênção de ir em uma carreira solo. Big E então embarcaria em sua carreira individual quando entrou em uma rivalidade com Sheamus, derrotando-o no Payback em uma combate simples e mais uma vez no episódio de 9 de outubro do SmackDown em uma luta Falls Count Anywhere. Como parte do Draft de 2020 em outubro, Kingston e Woods foram transferidos para a marca Raw, enquanto Big E permaneceu na marca SmackDown, iniciando uma carreira individual que incluiu um novo tema de Wale e titantron separado do New Day.
No episódio de 25 de dezembro do SmackDown (gravado em 22 de dezembro), Big E derrotou Sami Zayn em uma luta lumberjack para ganhar o Campeonato Intercontinental pela segunda vez. No episódio de 8 de janeiro de 2021 do SmackDown, Big E defendeu o Campeonato Intercontinental contra Apollo Crews, e a luta terminou em um empate de pinfall duplo, mas após o reinício da partida, Big E marcou a vitória. No episódio de 22 de janeiro do SmackDown, sua luta com Crews terminou em no contest depois que Zayn interferiu e atacou os dois. No evento Royal Rumble, Big E entrou na luta Royal Rumble e eliminou Zayn, Mustafa Ali, The Hurricane e Bobby Lashley, antes de ser eliminado por Omos (que não fazia parte da luta).
No episódio de 5 de fevereiro no SmackDown, Big E manteve seu título contra Crews e Zayn em uma combate triplo. Depois disso, Crews começou a atacar Big E até o ponto em que Crews machucou Big E, tirando-o de ação por várias semanas. Big E retornou no episódio de 12 de março do SmackDown, aceitando a oferta de Crews para uma revanche no Fastlane. No Fastlane, Big E mais uma vez manteria o campeonato, mas seria atacado por Crews após a partida. No episódio de 26 de março do SmackDown, Big E foi derrotado por Crews em uma luta de seis homens, o que deu a Crews outra oportunidade pelo título na WrestleMania 37. Na WrestleMania, Big E perdeu o Campeonato Intercontinental para Crews em uma luta de bateria nigeriana. devido à interferência de Comandante Azeez. Ele desafiou Crews pelo Campeonato Intercontinental no episódio de 21 de maio do Smackdown em um fatal 4-way que incluiu Kevin Owens e Sami Zayn, mas não teve sucesso quando Aleister Black o atacou. A rivalidade potencial logo foi abandonada quando Black saiu da WWE.
No episódio de 25 de junho do SmackDown, Big E derrotou Crews para se qualificar para o Money in the Bank ladder match masculino. No Money in the Bank, ele venceu a luta de escadas masculina, tornando-se o primeiro competidor afro-americano a vencer o contrato. No episódio de 13 de agosto do SmackDown, Baron Corbin roubou sua maleta durante uma entrevista nos bastidores. No SummerSlam, Big E derrotou Corbin para recuperar a maleta.
Em 13 de setembro de 2021, Big E declarou no Twitter que estaria descontando seu contrato do Money in the Bank para uma luta pelo Campeonato da WWE no episódio do Raw daquela noite, que já tinha uma luta pelo Campeonato da WWE agendada entre o campeão Bobby Lashley e o desafiante Randy Orton. Uma vez que Lashley derrotou Orton em uma luta de 13 minutos, Big E ganhou uma luta pelo título imediata e derrotou Lashley, ganhando o Campeonato da WWE pela primeira vez em sua carreira, e comemorando com o resto do New Day. No Raw de 27 de setembro, Big E derrotou Lashley em uma luta em uma jaula pelo Campeonato da WWE.
Durante a primeira noite do WWE Draft de 2021 no episódio de 1º de outubro do SmackDown, Big E foi oficialmente convocado para o Raw, enquanto Kingston e Woods foram convocados para o SmackDown. As novas listas foram definidas para entrar em vigor oficialmente em 22 de outubro, a noite após Crown Jewel, onde Big E defendeu com sucesso o Campeonato da WWE contra Drew McIntyre. No Survivor Series, Big E enfrentou o Campeão Universal da WWE Roman Reigns em uma luta sem título, onde sofreu uma derrota limpa para Reigns. No Raw de 22 de novembro, Big E teve uma defesa de título bem-sucedida contra Austin Theory.
Big E foi originalmente programado para defender seu Campeonato da WWE no evento WWE Day 1 contra Seth Rollins. No Raw de 29 de novembro, Big E perdeu para Kevin Owens em uma luta sem o título por desqualificação após Rollins interferir, então Owens foi adicionado à luta pelo título de Big E. No Raw de 13 de dezembro, Big E foi derrotado por Bobby Lashley em uma luta sem desqualificação após Rollins, Owens e MVP interferirem, então Lashley foi adicionado à luta pelo título de Big E. Horas antes do Day 1, devido ao Campeão Universal Roman Reigns ter contraído COVID-19, o oponente de Reigns, Brock Lesnar, também foi adicionado à luta pelo título de Big E. Na luta fatal five-way em 1º de janeiro de 2022, Big E perdeu seu título quando foi derrotado por Lesnar, encerrando o reinado de Big E em 110 dias. No Raw de 3 de janeiro, Big E lutou com Lashley, Owens e Rollins por uma luta pelo Campeonato da WWE contra Lesnar, mas Lashley venceu. Uma semana depois no Raw, Big E desafiou Rollins para uma luta imediata e sofreu uma derrota limpa.

#### Reunião com o New Day (2022–presente)
No final de janeiro de 2022, Big E foi oficialmente transferido de volta para o SmackDown, reunindo-se com Kofi Kingston como parte do New Day e rivalizando com Happy Corbin e Madcap Moss. Big E participou da luta Royal Rumble no evento homônimo, não marcou eliminações e foi eliminado por Randy Orton e Riddle. Atualmente está afastado devido à uma lesão no pescoço 

## Filmografia

### Televisão
| Ano       | Título            | Função           | Notas                            |
| --------- | ----------------- | ---------------- | -------------------------------- |
| 2015      | Total Divas       | Ele mesmo        | Ator convidado                   |
| 2016      | Swerved           | Ele mesmo        |                                  |
| 2016      | Ride Along        | Ele mesmo        |                                  |
| 2016      | Let's Make a Deal | Ele mesmo        | Ator convidado (com The New Day) |
| 2019–2021 | Lazor Wulf        | Canon Wulf (voz) | Papel principal                  |

### Filme
| Ano  | Título                | Função    | Notas             |
| ---- | --------------------- | --------- | ----------------- |
| 2021 | Escape the Undertaker | Ele mesmo | Estrela principal |

### Vídeo Games
| Ano  | Título               | Como           | Notas                             |
| ---- | -------------------- | -------------- | --------------------------------- |
| 2013 | WWE 2K14             | Big E Langston | Conteúdo disponível para download |
| 2014 | WWE 2K15             | Big E          |                                   |
| 2015 | WWE 2K16             | Big E          |                                   |
| 2016 | WWE 2K17             | Big E          |                                   |
| 2017 | WWE 2K18             | Big E          |                                   |
| 2018 | WWE 2K19             | Big E          |                                   |
| 2019 | WWE 2K20             | Big E          |                                   |
| 2020 | WWE 2K Battlegrounds | Big E          |                                   |
| 2020 | Gears 5              | Big E          | Conteúdo disponível para download |

## Campeonatos e conquistas
- Florida Championship Wrestling

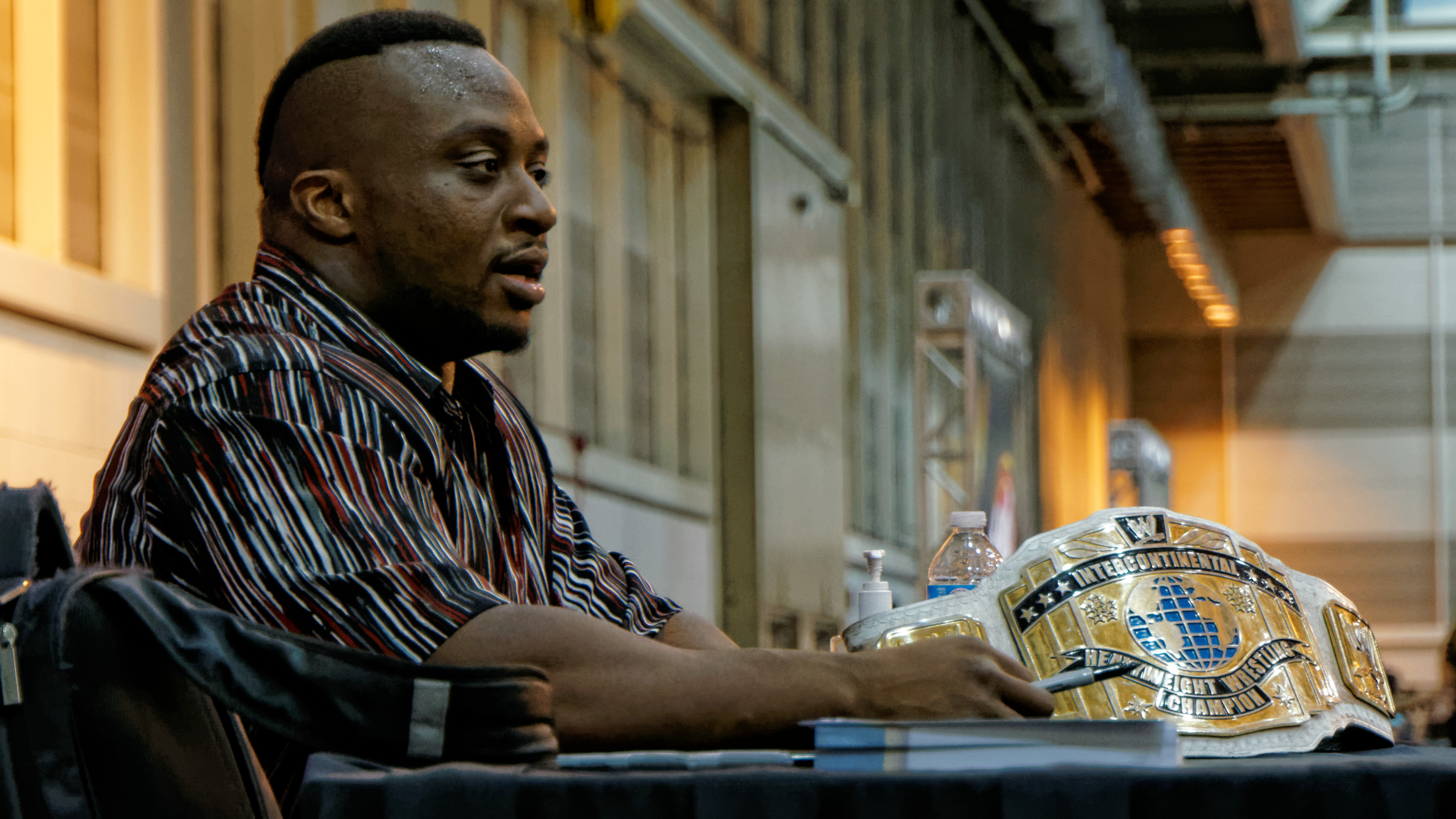
Big E Langston como campeão intercontinental da WWE.

  - Campeonato de Duplas da Flórida (1 vez) – com Calvin Raines
- Pro Wrestling Illustrated
  - Dupla do Ano (2015, 2016) com Kofi Kingston e Xavier Woods[120]
  - Classificado em 13º lugar entre os 500 melhores lutadores individuais no PWI 500 em 2021[121]
  - Classificada como a 8ª entre as 50 melhores equipes de duplas no PWI Tag Team 50 em 2020 com Kofi Kingston e Xavier Woods[122]
- Wrestling Observer Newsletter
  - Melhor Gimmick (2015) – The New Day[123]
  - Prêmio Memorial Shad Gaspard/Jon Huber (2020)
- WWE
  - Campeonato da WWE (1 vez)
  - Campeonato do NXT (1 vez)
  - Campeonato Intercontinental (2 vezes)
  - Campeonato de Duplas (Raw) (2 vezes) – com Kofi Kingston e Xavier Woods
  - Campeonato de Duplas do SmackDown (6 vezes) – com Kofi Kingston e Xavier Woods
  - Torneio do Campeonato de Duplas do SmackDown (2018)
  - Money in the Bank Masculino (2021)
  - Trigésimo terceiro campeão da Tríplice Coroa
  - WWE Year-End Award (1 vez)
    - Prêmio de fim de ano da WWE para a equipe masculina do ano (2019) - com Kofi Kingston e Xavier Woods[124]

  - Slammy Award (1 vez)
    - Ring Gear of the Year (2020) – com Kofi Kingston e Xavier Woods